# Waldemarsviks IF
Waldemarsviks Idrottsförening (förkortat Waldemarsviks IF eller WIF) är en idrottsförening grundad 1919 i Valdemarsvik i Östergötlands län. Inom klubben utövas flera sporter så som fotboll, ishockey, bordtennis, gymnastik, tennis och badminton. Klubben var moderklubb åt Nils Liedholm.

## Fotboll
Klubben var moderklubb åt Nils Liedholm. 
Fotbollssektionens ledarprofil är främst Sven Åke "Carla" Carlström, men Roger Holmberg är ordförande för Waldemarsviks IF fotboll. Fotbollen bedrivs på Grännäs idrottsplats. Grännäs idrottsplats är ett stort område och publikkapaciteten på A- respektive B-planen är ungefär densamma. Grännäs IP blev 2020 utsedd till Sveriges finaste idrottsplats i Expressens omröstning. År 2005 startades Nils Liedholm Cup, en fotbollscup för ungdomar mellan 13 och 16 år. Deltar gör cirka 40 lag från hela Sverige, men även internationella lag förekommer. Bland annat har flera lag från Italien och Lettland gästat cupen. Waldemarsviks IF förfogar över 5 planer: tre 11-mansplaner, en 7-mansplan och en 5-mans plan. 
Fotbollens A-lag spelar i Div 4 Östra, Östergötland.

## Ishockey
Sedan 15 Januari 2000 har WIF:s hockeylag spelat i Valdemarsviks Ishall (tidigare Sparbankshallen). Hockeyns ledarprofil är Mikael "Micke" Larsson som är ansvarig för hockeysektionen. Det planeras en stor tillbyggnad på hallen, där skall bland annat nya omklädningsrum och en cafeteria byggas. Ishallens publikkapacitet bör ligga runt 500, mestadels ståplatser. Kommunen har för närvarande lagt utbyggnaden på is tills vidare. Hockeyns A-lag spelar i HockeyTrean Södra D.

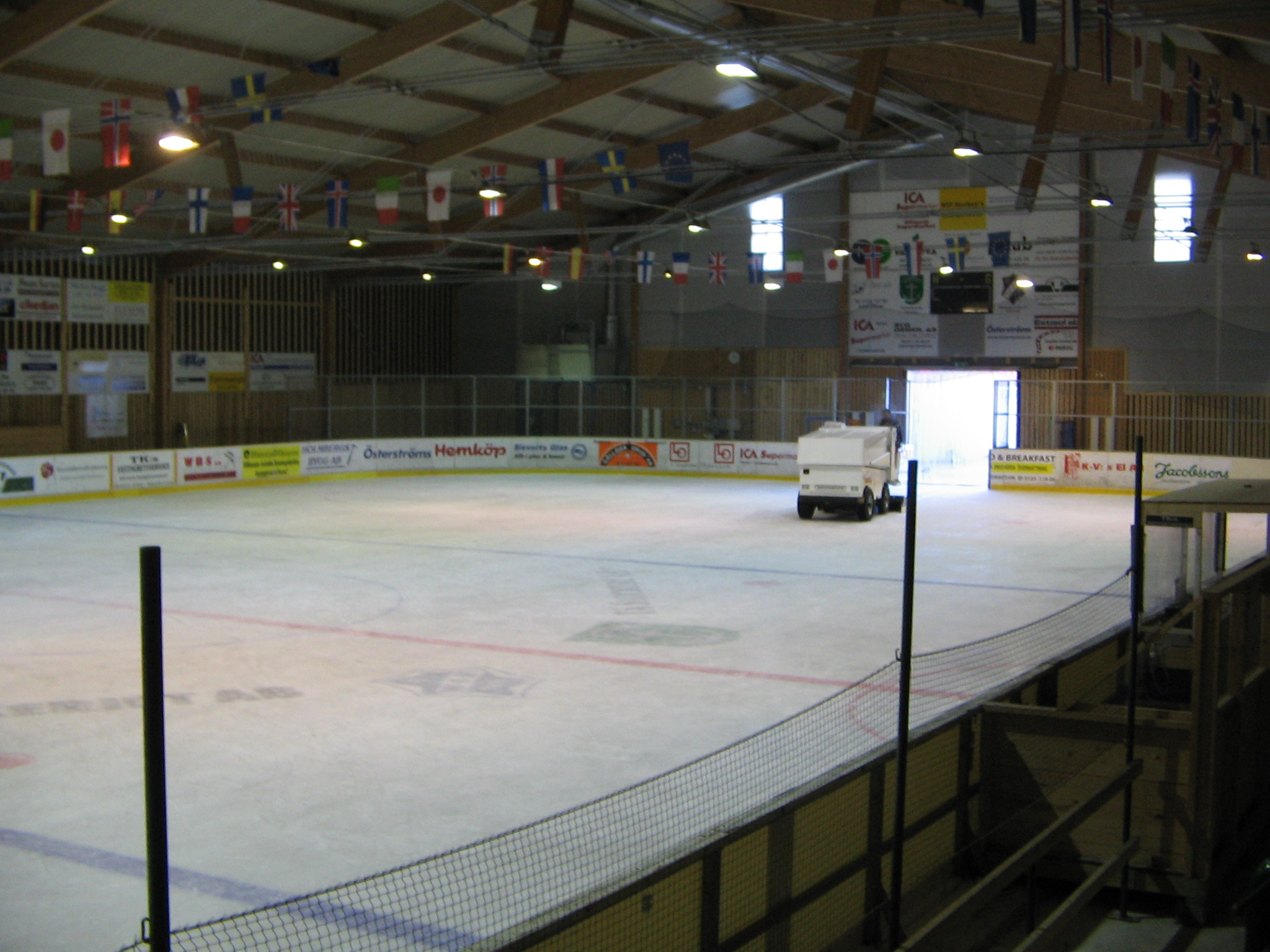
Inuti Sparbankshallen

 Det har gått bra för WIF hockey sedan hallen byggdes och fler träningar och utvecklingsmöjligheter föddes. Framförallt har ungdomshockeyn avancerat, A-laget genomförde dock en mindre lyckad säsong år 2006–2007 då man inte lyckades vinna en enda match.

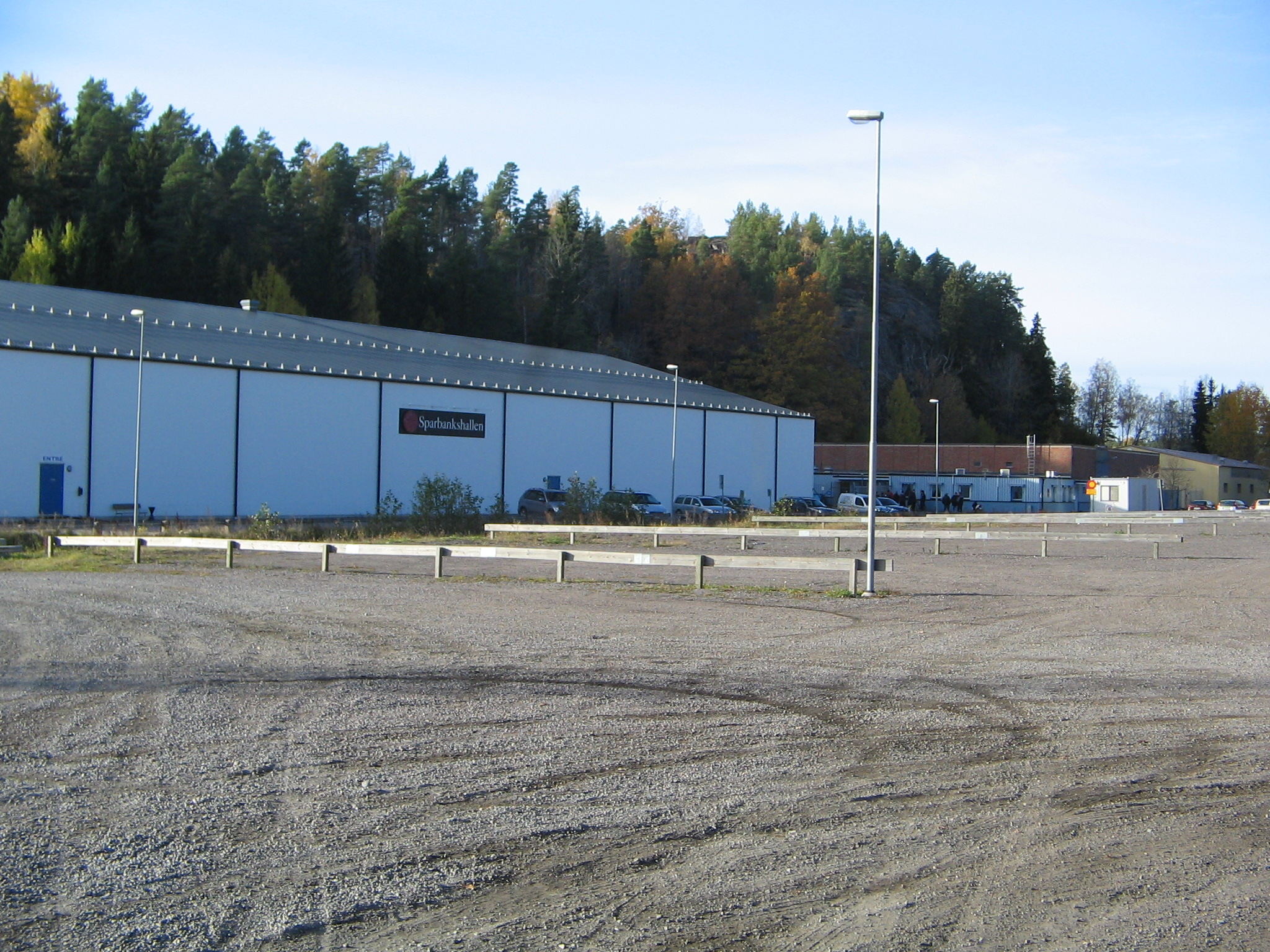
Utanför Sparbankshallen

Lokalt kända spelare som Alexander Larsson-Wahlman (målvakt) och Simon Kasselstrand (forward) blev uttagna till Östergötlands Tv-pucklag 2006. Ett minnespris vid namn "AK:s minnespris" utdelas årligen inom hockeysektionen till en spelare som uppfyllt kraven inom områden som bland annat ledarskap, kamrat och uppoffring för laget och hockeyn. A.K var en spelare från Västervik som spelade för Valdemarsviks A-lag, och som avled hemma efter en match.

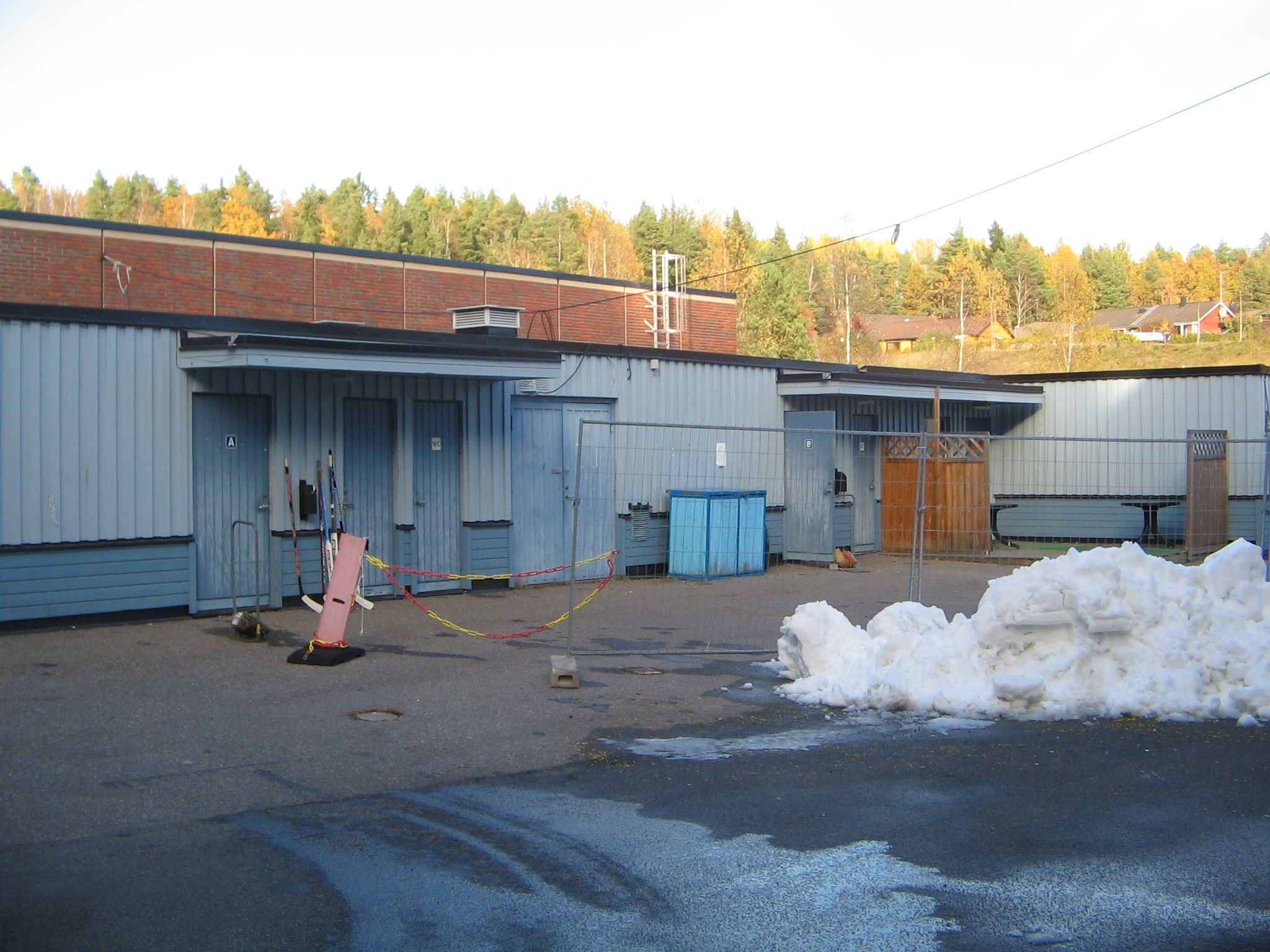
Spelarbås med vaktmästare/domarebås utanför Sparbankshallen.

Prismottagare är bland andra: 
- Spelarbås med vaktmästare/domarebås utanför Sparbankshallen.Rikard Åslund, 2004
- Pontus Söderström, 2006

### Spelare med anknytning till WIF
- Jonathan Andersson
- Gustaf Franzén